# Pürgl
Pürgl ist ein Gemeindeteil der Gemeinde Neukirchen im niederbayerischen Landkreis Straubing-Bogen.

## Lage
Das Kirchdorf liegt drei Kilometer nördlich von Neukirchen am Elisabethszeller Bach.

## Geschichte
Pürgl war eine geschlossene Hofmark im Pfleggericht Mitterfels mit einem eigenen Herrensitz. Lange Zeit war es im Besitz der Ursenbecken.

## Katholische Filialkirche St. Pauli Bekehrung
In Pürgl steht in bergiger Waldlandschaft die kleine Kirche St. Pauli Bekehrung, eine Filialkirche von Neukirchen, welche durch die Schlossherrschaft von Haggn erbaut wurde. Eine Zahl am Chorgewölbe gibt 1712 als Erbauungsjahr der Kirche an, einer Dreikonchenanlage mit Dachreiter.
Die Fresken, als deren Schöpfer Joseph Anton Merz genannt wird, verherrlichen den Apostel Paulus. Die Altäre und Kanzel in Lindenholz entstanden um 1730. Das Gemälde des Hochaltares zeigt die Bekehrung des Paulus. Die drei Glocken stammen aus den Jahren 1719, 1740 und 1796. Die Kirche wird vom Förderverein der Kirche Pürgl e.V. betreut.
Die ehemalige Burg Pürgl, von der nur ein Burgstall erhalten ist, wurde 1331 erbaut.
Die Kirche St. Pauli wird vom Eigentümer, dem Förderverein Kirche Pürgl, unterhalten. m Der Verein hat die Aufgabe, hierfür Finanzierungsmittel durch Beiträge, Spenden und Fremdzuschüsse zu beschaffen.
Der Erbauer der Kirche war der Schlossherr von Haggn, Freiherr Leopold von Rehling zum Pürgl und Sparr. Der Werdegang der Kirche Pürgl hängt eng mit der Geschichte der ehemaligen Hofmark Pürgl zusammen. Seit 1331 war die kleine Burg, das „Pürglein“, bewohnt und die damaligen Besitzer Ursenbeck aus Irschenbach hatten wie üblich in der Nähe ihrer Burg ein kleines Gotteshaus errichtet, um dort zu beten und Gottesdienst zu feiern.
Ein Rotmarmor-Grabstein aus dem Jahr 1548 stammt aus diesem Vorgängerbau und ist in der heutigen Kirche im Boden unter der Emporenstiege eingelassen. Um 1740 begründete der Freiherr von Asch die erste Wallfahrt zu einem Mariahilf-Gemälde. Viele Menschen brachten daraufhin ihre Wünsche vor, beteten und bedankten sich später mit Geldspenden. Im Jahr 1908 erfolgte die erste Renovierung. Am 8. Juni 1978 überließ der damalige Alleineigentümer das Kirchlein Pürgl kostenlos dem neu gegründeten „Förderverein Kirche Pürgl“. In der Zeit von 1978 bis 1983 fand durch den Förderverein und weitere Behörden unter Mitwirkung des Landesamtes für Denkmalpflege eine aufwändige Innen- und Außenrenovierung statt. 2023–25 fand eine erneute Gesamtsanierung des durch Feuchtigkeit bedrohten Gebäudes statt.

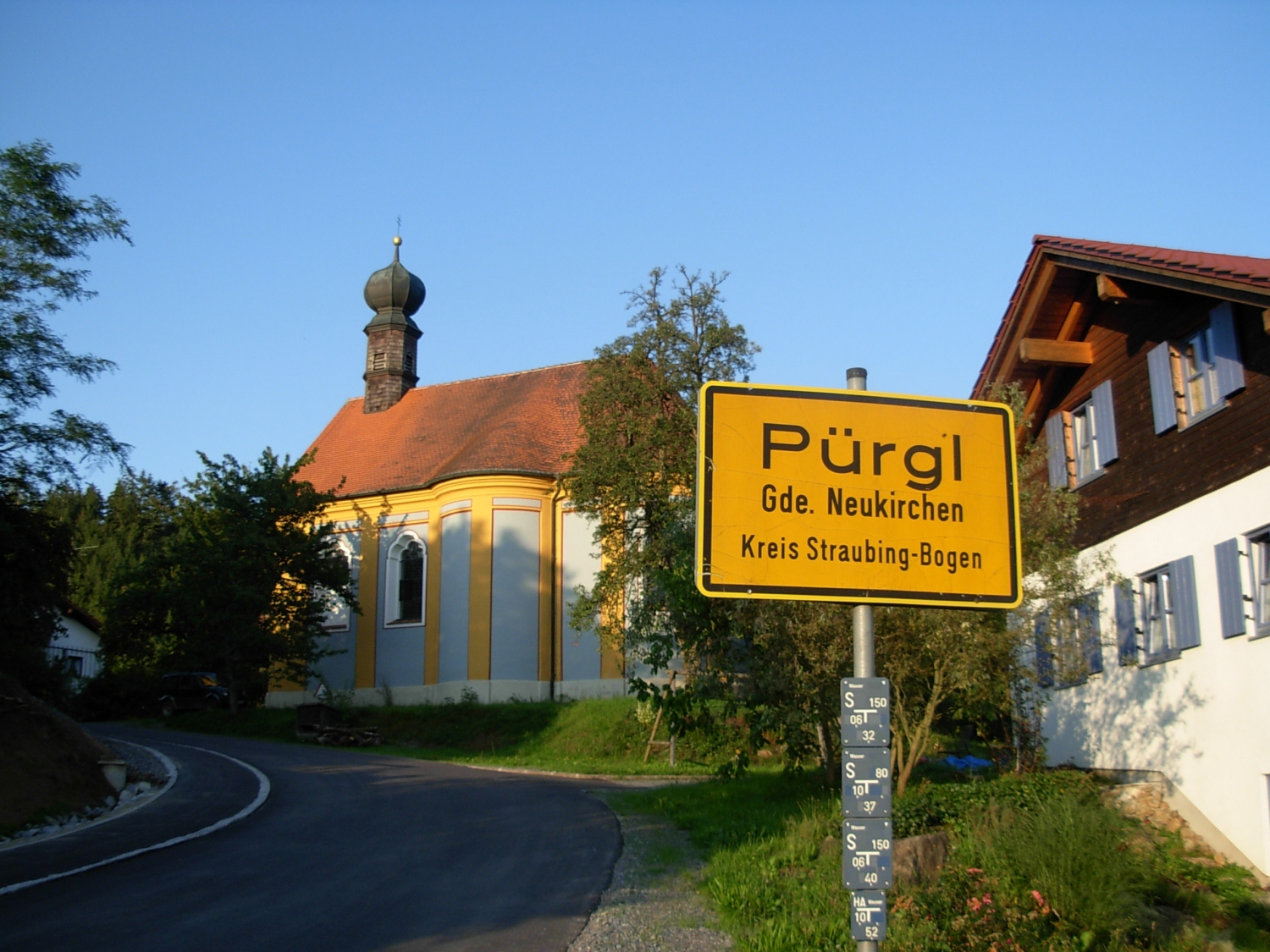
Filialkirche Pauli Bekehrung mit Ortsschild
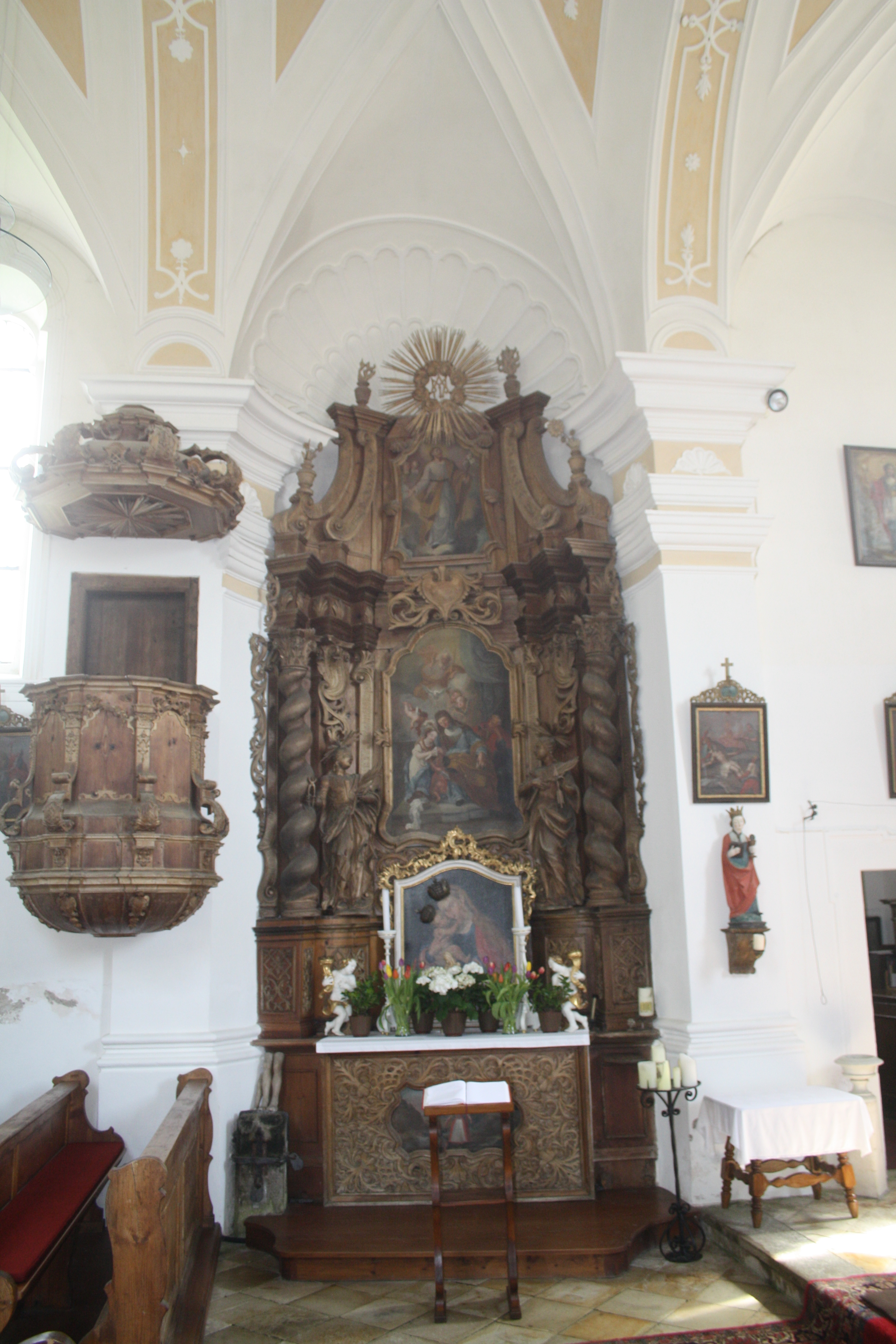
Linker Seitenaltar
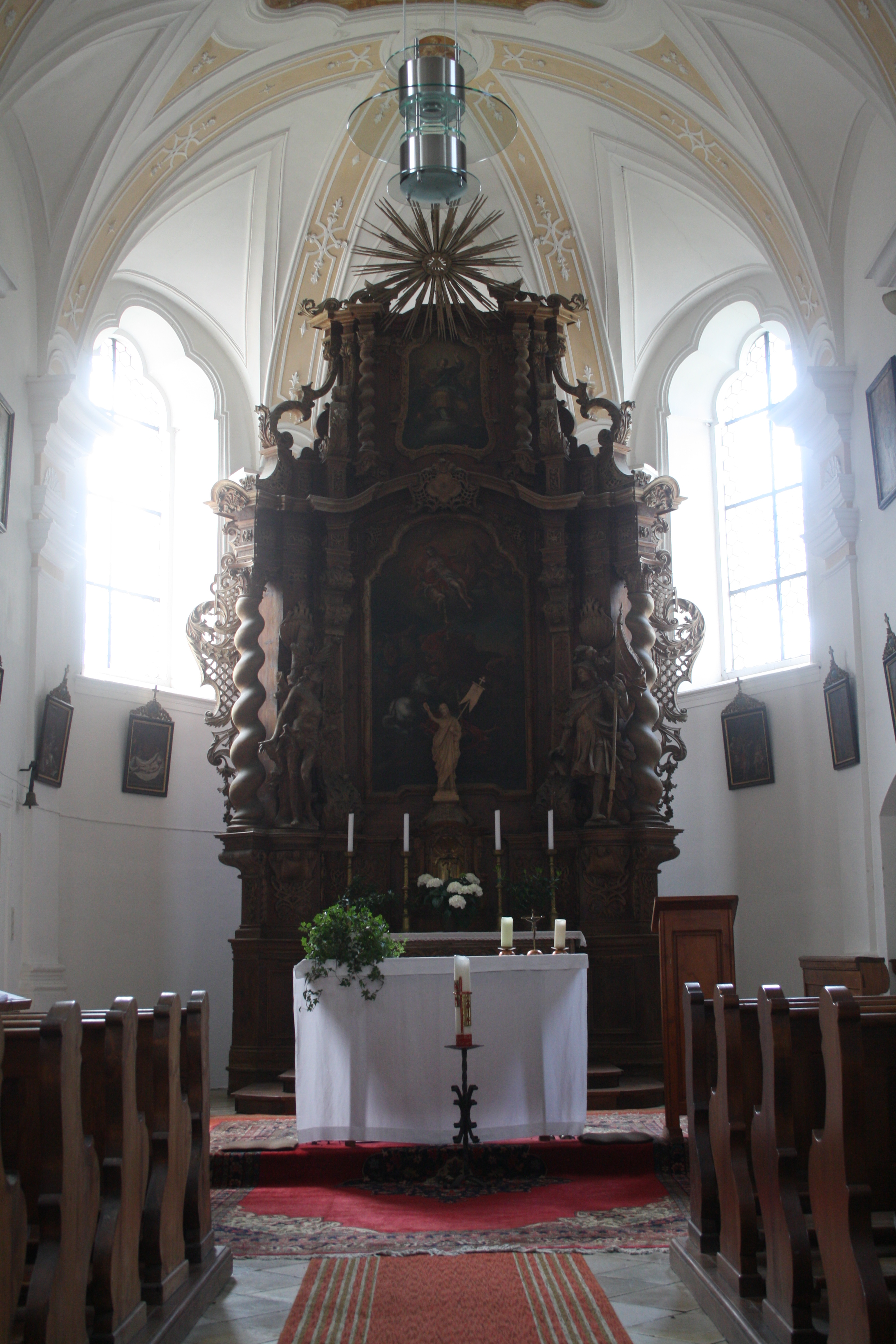
Hochaltar
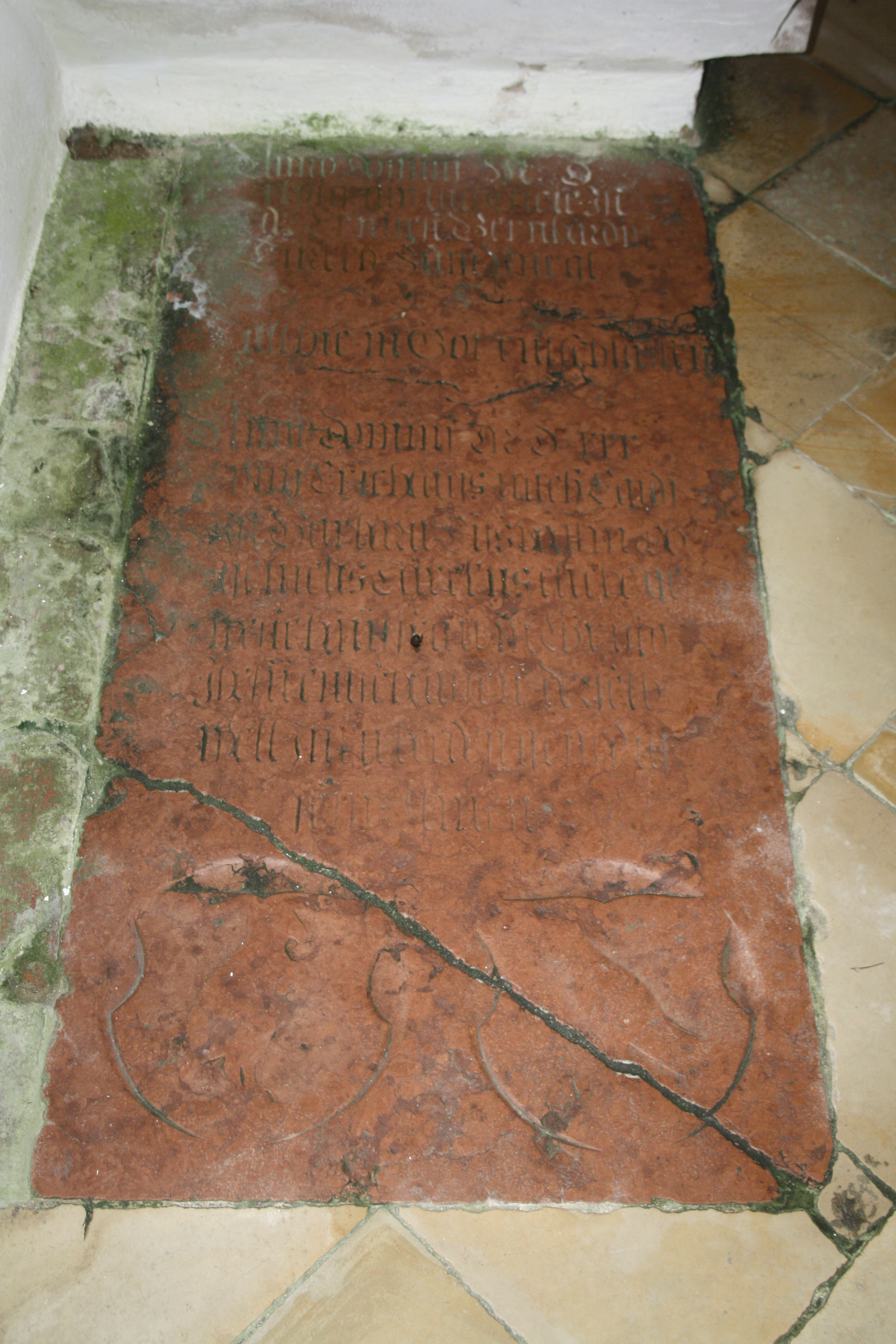
Rotmarmor-Grabstein von 1548
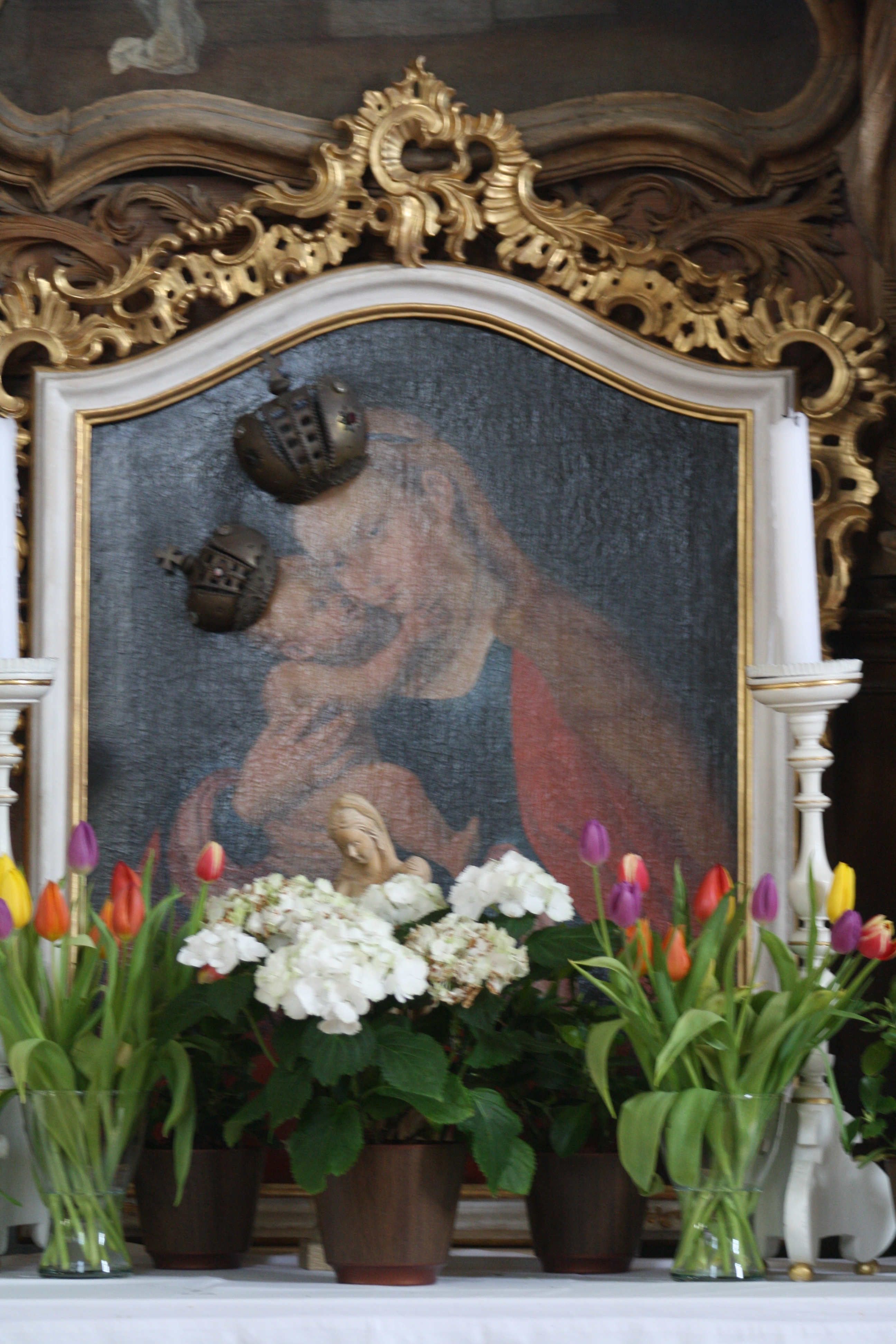
Mariahilf-Gemälde auf dem linken Seitenaltar
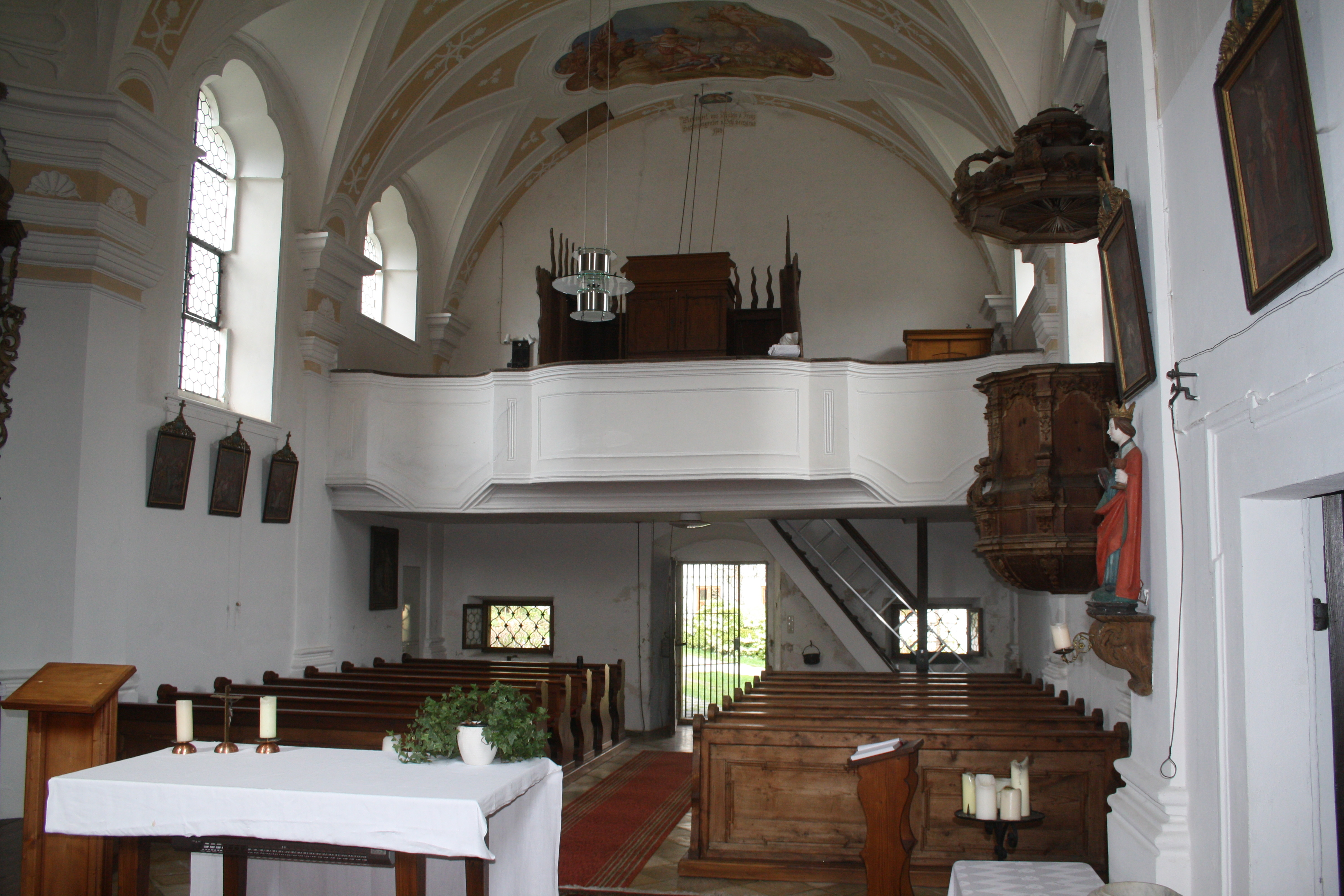
Pürgler Kirche Innen

## Bodendenkmäler
Siehe: Liste der Bodendenkmäler in Neukirchen (Niederbayern)